# Ty Sambrailo
Tyler William Sambrailo (* 10. März 1992 in Watsonville, Kalifornien) ist ein ehemaliger US-amerikanischer American-Football-Spieler auf der Position des Guards. Er spielte in der National Football League (NFL) für die Denver Broncos, die Atlanta Falcons und die Tennessee Titans. Mit den Broncos gewann Sambrailo den Super Bowl 50.

## Frühe Jahre
Sambrailo ging in seiner Geburtsstadt Watsonville, Kalifornien, auf die Highschool. Danach ging er auf die Colorado State University, wo er als Offensive Tackle mit der College-Football-Mannschaft den New Mexico Bowl 2013 gewann.

## NFL

### Denver Broncos

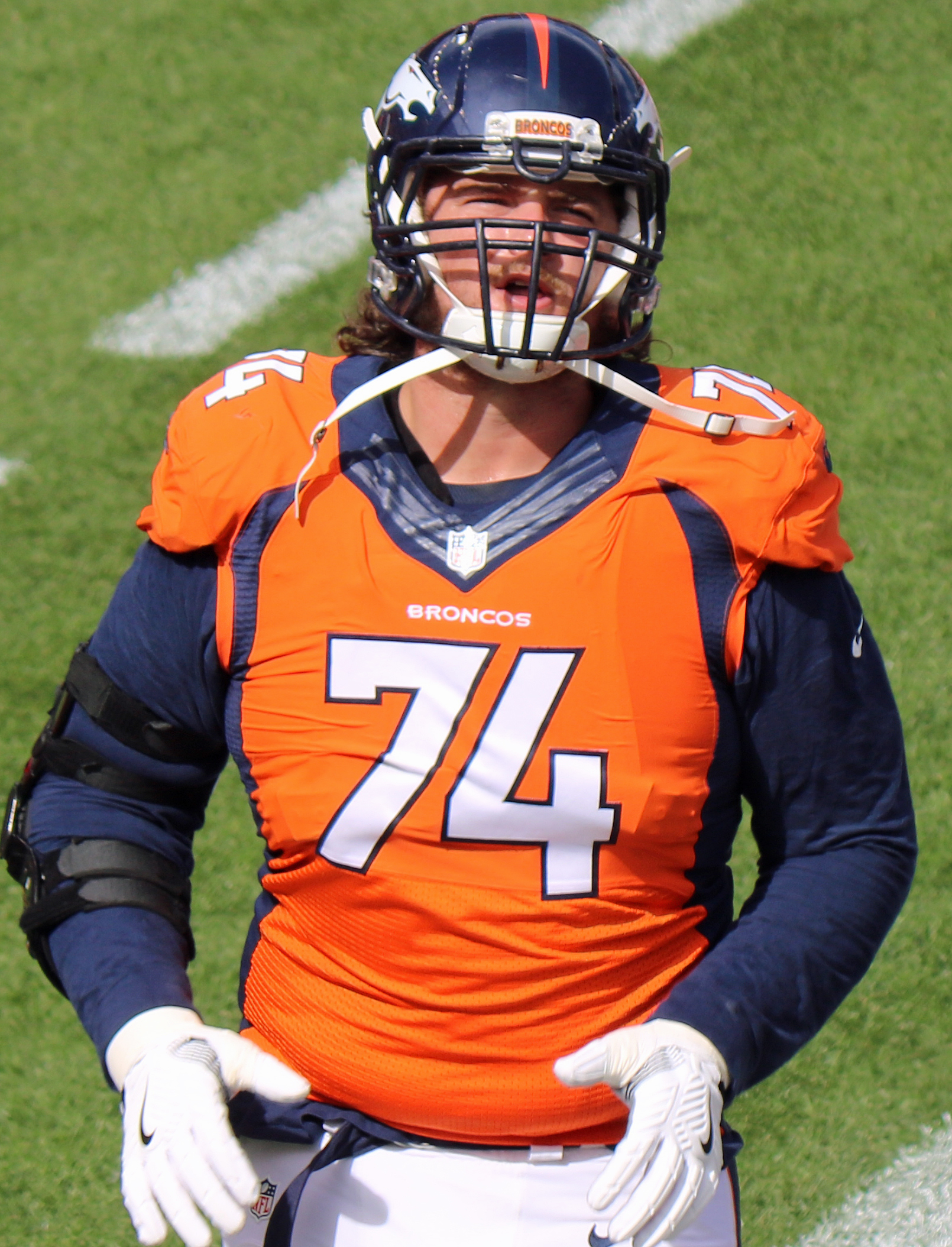
Sambrailo bei den Broncos (2016)

Sambrailo wurde im NFL Draft 2015 von den Denver Broncos in der zweiten Runde an 59. Stelle ausgewählt. In seiner ersten Saison begann er die ersten drei Spiele als Starter in der Offensive Line. Am 2. November 2015 wurde er auf Grund einer Schulterverletzung auf die Injured Reserve List gesetzt und fiel für die komplette Saison aus. Die Broncos gewannen den Super Bowl 50 in dieser Saison. In seiner zweiten Saison absolvierte er 10 Spiele.

### Atlanta Falcons
Am 1. September 2017 wurde Sambrailo zu den Atlanta Falcons getradet. Im Gegenzug erhielten die Broncos einen Fünftrundenpick im NFL Draft 2018. Am 29. Dezember 2019 im Spiel gegen die Tampa Bay Buccaneers fing er seinen ersten Touchdown nach einem Pass von Matt Ryan.

### Tennessee Titans
Am 25. März 2020 unterschrieb er einen Vertrag bei den Tennessee Titans. In der Saison 2020 kam Sambrailo nach einer Verletzung von Taylor Lewan in fünf Spielen als Starter auf der Position des Left Tackles zum Einsatz. Wegen einer Fußverletzung fiel er ab dem zwölften Spieltag selbst für den Rest der Saison aus. Als Ersatzspieler spielte Sambrailo 2021 in vier der ersten fünf Partien, davon einmal als Starter. Nach Woche 5 beendete er seine Karriere, er laborierte an einer Fußverletzung.